# Oceanisch kampioenschap voetbal onder 17 - 2017
Het Oceanisch kampioenschap voetbal onder 17 van 2017 was de 17e editie van het Oceanisch  kampioenschap voetbal onder 17, een toernooi voor nationale ploegen van landen uit Oceanië. De spelers die deelnemen zijn onder de 17 jaar. Er namen 11 landen deel aan dit toernooi. Vier landen speelden voorafgaand nog een kwalificatietoernooi. Het hoofdtoernooi werd gespeeld van 11 februari tot en met 24 februari 2017 in Tahiti. Nieuw-Zeeland werd winnaar van het toernooi.
Dit toernooi dient tevens als kwalificatietoernooi voor het wereldkampioenschap voetbal onder 17 van 2017, dat van 6 oktober tot en met 28 oktober in India wordt gespeeld. De twee beste landen van dit toernooi plaatsen zich, dat zijn Nieuw-Zeeland en Nieuw-Caledonië.

## Stadions
| Pirae        | · Pirae Mahina |
| ------------ | -------------- |
| Stade Pater  | · Pirae Mahina |
| Mahina       | · Pirae Mahina |
| Stade Mahina | · Pirae Mahina |
|              | · Pirae Mahina |

## Kwalificatiefase
| Pos. | Land             | GW | W | G | V | DV | DT | +/− | Ptn. |
| ---- | ---------------- | -- | - | - | - | -- | -- | --- | ---- |
| 1    | Samoa            | 3  | 2 | 1 | 0 | 6  | 1  | +5  | 7    |
| 2    | Cookeilanden     | 3  | 2 | 0 | 1 | 6  | 5  | +1  | 6    |
| 3    | Tonga            | 3  | 1 | 1 | 1 | 5  | 4  | +1  | 4    |
| 4    | Amerikaans-Samoa | 3  | 0 | 0 | 3 | 1  | 8  | –7  | 0    |

|                   |                                    |     |                                            |                                                                                      |
| 4 juli 2016 16:30 | Tonga                              | 2–3 | Cookeilanden                               | National Soccer Stadium, Apia Toeschouwers: 200 Scheidsrechter: Averii Jacques (TAH) |
| 4 juli 2016 16:30 | Faivailo 45' Tokotaha 90+1' (pen.) |     | Tomasi 19' (e.d.) Tiputoa 20' Ngametua 89' | National Soccer Stadium, Apia Toeschouwers: 200 Scheidsrechter: Averii Jacques (TAH) |

|                   |                            |     |                  |                                                                                 |
| 4 juli 2016 19:00 | Samoa                      | 3–0 | Amerikaans-Samoa | National Soccer Stadium, Apia Toeschouwers: 500 Scheidsrechter: Amos Anio (PNG) |
| 4 juli 2016 19:00 | Sauiluma 4' Tumua 68', 73' |     |                  | National Soccer Stadium, Apia Toeschouwers: 500 Scheidsrechter: Amos Anio (PNG) |

|                   |                  |     |                                 |                                                                                      |
| 6 juli 2016 16:30 | Amerikaans-Samoa | 1–3 | Cookeilanden                    | National Soccer Stadium, Apia Toeschouwers: 300 Scheidsrechter: Robinson Banga (VAN) |
| 6 juli 2016 16:30 | Pouli 29'        |     | Tiputoa 21', 25' Ngametua 90+3' | National Soccer Stadium, Apia Toeschouwers: 300 Scheidsrechter: Robinson Banga (VAN) |

|                   |         |     |         |                                                                                      |
| 6 juli 2016 19:00 | Tonga   | 1–1 | Samoa   | National Soccer Stadium, Apia Toeschouwers: 350 Scheidsrechter: Médéric Lacour (NLC) |
| 6 juli 2016 19:00 | Kau 71' |     | Mano 3' | National Soccer Stadium, Apia Toeschouwers: 350 Scheidsrechter: Médéric Lacour (NLC) |

|                   |                  |                  |       |                                                                                      |
| 8 juli 2016 16:30 | Amerikaans-Samoa | 0–2              | Tonga | National Soccer Stadium, Apia Toeschouwers: 200 Scheidsrechter: Robinson Banga (VAN) |
| 8 juli 2016 16:30 |                  | Kau 11' Kite 32' |       | National Soccer Stadium, Apia Toeschouwers: 200 Scheidsrechter: Robinson Banga (VAN) |

|                   |              |                              |       |                                                                                      |
| 8 juli 2016 19:00 | Cookeilanden | 0–2                          | Samoa | National Soccer Stadium, Apia Toeschouwers: 300 Scheidsrechter: Averii Jacques (TAH) |
| 8 juli 2016 19:00 |              | Savelio 90+1' Sauiluma 90+4' |       | National Soccer Stadium, Apia Toeschouwers: 300 Scheidsrechter: Averii Jacques (TAH) |

## Groepsfase

### Groep A
| Pos. | Land                | GW | W | G | V | DV | DT | +/− | Ptn. |
| ---- | ------------------- | -- | - | - | - | -- | -- | --- | ---- |
| 1    | Nieuw-Caledonië     | 3  | 2 | 1 | 0 | 7  | 5  | +2  | 7    |
| 2    | Papoea-Nieuw-Guinea | 3  | 1 | 1 | 1 | 7  | 7  | 0   | 4    |
| 3    | Tahiti              | 3  | 1 | 1 | 1 | 3  | 3  | 0   | 4    |
| 4    | Vanuatu             | 3  | 0 | 1 | 2 | 5  | 7  | –2  | 1    |

|                        |                                       |     |                       |                                                                          |
| 11 februari 2017 16:00 | Nieuw-Caledonië                       | 3–2 | Papoea-Nieuw-Guinea   | Stade Mahina, Mahina Toeschouwers: 900 Scheidsrechter: George Time (SOL) |
| 11 februari 2017 16:00 | Gope-Fenepej 5', 31' Iwa 90+3' (pen.) |     | Kapai 35' Kerobin 64' | Stade Mahina, Mahina Toeschouwers: 900 Scheidsrechter: George Time (SOL) |

|                        |          |     |         |                                                                               |
| 11 februari 2017 19:00 | Tahiti   | 1–0 | Vanuatu | Stade Mahina, Mahina Toeschouwers: 1.600 Scheidsrechter: Matthew Conger (NZL) |
| 11 februari 2017 19:00 | Vivi 11' |     |         | Stade Mahina, Mahina Toeschouwers: 1.600 Scheidsrechter: Matthew Conger (NZL) |

|                        |                                     |     |                              |                                                                            |
| 14 februari 2017 16:00 | Papoea-Nieuw-Guinea                 | 3–3 | Vanuatu                      | Stade Mahina, Mahina Toeschouwers: 600 Scheidsrechter: Hamilton Siau (SOL) |
| 14 februari 2017 16:00 | Pukue 16' Kerobin 45+4' (pen.), 81' |     | Ngwele 25', 55' Maguekon 83' | Stade Mahina, Mahina Toeschouwers: 600 Scheidsrechter: Hamilton Siau (SOL) |

|                        |                |     |                 |                                                                             |
| 14 februari 2017 19:00 | Tahiti         | 1–1 | Nieuw-Caledonië | Stade Mahina, Mahina Toeschouwers: 1.500 Scheidsrechter: Salesh Chand (FIJ) |
| 14 februari 2017 19:00 | Beaumert 45+3' |     | Caihe 90+1'     | Stade Mahina, Mahina Toeschouwers: 1.500 Scheidsrechter: Salesh Chand (FIJ) |

|                        |                           |     |                                               |                                                                        |
| 17 februari 2017 16:00 | Vanuatu                   | 2–3 | Nieuw-Caledonië                               | Stade Pater, Pirae Toeschouwers: 500 Scheidsrechter: George Time (SOL) |
| 17 februari 2017 16:00 | Tari 84' Napau 88' (pen.) |     | Thahnaena 37' Gope-Fenepej 72' Iwa 75' (pen.) | Stade Pater, Pirae Toeschouwers: 500 Scheidsrechter: George Time (SOL) |

|                        |                          |     |             |                                                                             |
| 17 februari 2017 19:00 | Papoea-Nieuw-Guinea      | 2–1 | Tahiti      | Stade Pater, Pirae Toeschouwers: 1.500 Scheidsrechter: Matthew Conger (NZL) |
| 17 februari 2017 19:00 | J. Allen 71' Simongi 87' |     | Kaspard 10' | Stade Pater, Pirae Toeschouwers: 1.500 Scheidsrechter: Matthew Conger (NZL) |

### Groep B
| Pos. | Land             | GW | W | G | V | DV | DT | +/− | Ptn. |
| ---- | ---------------- | -- | - | - | - | -- | -- | --- | ---- |
| 1    | Nieuw-Zeeland    | 3  | 3 | 0 | 0 | 18 | 1  | +17 | 9    |
| 2    | Salomonseilanden | 3  | 1 | 1 | 1 | 14 | 3  | +11 | 4    |
| 3    | Fiji             | 3  | 1 | 1 | 1 | 4  | 6  | –2  | 4    |
| 4    | Samoa            | 3  | 0 | 0 | 3 | 0  | 26 | –26 | 0    |

|                        |       |                                                                                               |               |                                                                         |
| 12 februari 2017 16:00 | Samoa | 0–11                                                                                          | Nieuw-Zeeland | Stade Pater, Pirae Toeschouwers: 527 Scheidsrechter: Joel Hopkken (VAN) |
| 12 februari 2017 16:00 |       | Spragg 5', 20', 40', 90+4' Ebbinge 10' Sinclair 21' Palmer 67', 70', 90+3' Whyte 86' Mata 89' |               | Stade Pater, Pirae Toeschouwers: 527 Scheidsrechter: Joel Hopkken (VAN) |

|                        |        |     |                  |                                                                           |
| 12 februari 2017 19:00 | Fiji   | 1–1 | Salomonseilanden | Stade Pater, Pirae Toeschouwers: 550 Scheidsrechter: Norbert Hauata (TAH) |
| 12 februari 2017 19:00 | Dau 4' |     | Mana 52'         | Stade Pater, Pirae Toeschouwers: 550 Scheidsrechter: Norbert Hauata (TAH) |

|                        |                        |     |                  |                                                                               |
| 15 februari 2017 16:00 | Nieuw-Zeeland          | 2–1 | Salomonseilanden | Stade Pater, Pirae Toeschouwers: 500 Scheidsrechter: Abdelkader Zitouni (TAH) |
| 15 februari 2017 16:00 | Williams 3' Spragg 84' |     | Kaoni 48'        | Stade Pater, Pirae Toeschouwers: 500 Scheidsrechter: Abdelkader Zitouni (TAH) |

|                        |                         |     |       |                                                                        |
| 15 februari 2017 19:00 | Fiji                    | 3–0 | Samoa | Stade Pater, Pirae Toeschouwers: 800 Scheidsrechter: Arnold Tari (VAN) |
| 15 februari 2017 19:00 | Matalau 9' Dau 17', 62' |     |       | Stade Pater, Pirae Toeschouwers: 800 Scheidsrechter: Arnold Tari (VAN) |

|                        |                                                                                         |      |       |                                                                         |
| 18 februari 2017 16:00 | Salomonseilanden                                                                        | 12–0 | Samoa | Stade Pater, Pirae Toeschouwers: 300 Scheidsrechter: Joel Hopkken (VAN) |
| 18 februari 2017 16:00 | Mekawir 9', 19', 30' Toata 29' Kaoni 45+4', 67', 80', 88' Keana 53', 65' Allen 57', 79' |      |       | Stade Pater, Pirae Toeschouwers: 300 Scheidsrechter: Joel Hopkken (VAN) |

|                        |                                                           |     |      |                                                                           |
| 18 februari 2017 19:00 | Nieuw-Zeeland                                             | 5–0 | Fiji | Stade Pater, Pirae Toeschouwers: 750 Scheidsrechter: Médéric Lacour (NLC) |
| 18 februari 2017 19:00 | M. Jones 12', 90+1' Just 41' Mata 76' Spragg 90+4' (pen.) |     |      | Stade Pater, Pirae Toeschouwers: 750 Scheidsrechter: Médéric Lacour (NLC) |

## Knock-outfase
|  | halve finale         | halve finale         |  |               | finale              | finale              |
|  |                      |                      |  |               |                     |                     |
|  | 21 februari – Mahina |                      |  |               |                     |                     |
|  | Nieuw-Caledonië      | 3                    |  |               |                     |                     |
|  | Salomonseilanden     | 2                    |  |               | 24 februari – Pirae | 24 februari – Pirae |
|  |                      |                      |  |               | Nieuw-Caledonië     | 0                   |
|  | 21 februari – Mahina | 21 februari – Mahina |  | Nieuw-Zeeland | 7                   |                     |
|  | Papoea-Nieuw-Guinea  | 1                    |  |               |                     |                     |
|  | Nieuw-Zeeland        | 2                    |  |               |                     |                     |

### Halve finale
Winnaars gekwalificeerd voor het wereldkampioenschap voetbal onder 17.
|                        |                              |     |                       |                                                                             |
| 21 februari 2017 16:00 | Nieuw-Caledonië              | 3–2 | Salomonseilanden      | Stade Mahina, Mahina Toeschouwers: 400 Scheidsrechter: Matthew Conger (NZL) |
| 21 februari 2017 16:00 | Bako 23' Jeno 68' Longue 80' |     | Toata 62' Allen 90+4' | Stade Mahina, Mahina Toeschouwers: 400 Scheidsrechter: Matthew Conger (NZL) |

|                        |                             |     |                     |                                                                               |
| 21 februari 2017 19:00 | Nieuw-Zeeland               | 2–1 | Papoea-Nieuw-Guinea | Stade Mahina, Mahina Toeschouwers: 1.000 Scheidsrechter: Norbert Hauata (TAH) |
| 21 februari 2017 19:00 | Pukue 3' (e.d.) Whyte 90+3' |     | Kerobin 34'         | Stade Mahina, Mahina Toeschouwers: 1.000 Scheidsrechter: Norbert Hauata (TAH) |

### Finale
|                        |                 |                                                                      |               |                                                                             |
| 24 februari 2017 19:00 | Nieuw-Caledonië | 0–7                                                                  | Nieuw-Zeeland | Stade Pater, Pirae Toeschouwers: 2.000 Scheidsrechter: Norbert Hauata (TAH) |
| 24 februari 2017 19:00 |                 | Just 33' Cacace 36' Mata 62', 68' Conroy 70' Spragg 72' Palmer 90+1' |               | Stade Pater, Pirae Toeschouwers: 2.000 Scheidsrechter: Norbert Hauata (TAH) |